# Jicchak Ben Menachem
Jicchak Ben Menachem (hebr. יצחק בן מנחם (קרוק)) (ur. 15 lutego 1903 w Warszawie, zm. 12 listopada 1969 w Miszmar ha-Emek w Izraelu) – izraelski malarz pochodzenia polskiego.

## Życiorys
Urodził się w Warszawie, w młodości działał w organizacjach syjonistycznych Ha-Szomer Ha-Cair i He-Chaluc. Studiował w Szkole Sztuk Pięknych w Warszawie, po jej ukończeniu w 1924 wyjechał do Palestyny, gdzie był jednym z pionierów, którzy założyli kibuc Miszmar ha-Emek. W 1935 wraz z Abrahamem (Tushkiem) Amarantem założył „Organizację Malarzy i Rzeźbiarzy Narodowego Kibucu”, która organizowała szkolenia dla artystów i organizację wystaw. Chociaż większość jego prac dotyczyła malarstwa i rysunku, Ben Icchak zajmował się różnymi mediami, w tym rzeźbą w drewnie, rzeźbą ceramiczną i ceramiką. Ponadto tworzył dekoracje na różne imprezy kibucowe. Tematyka jego prac koncentrowała się na ukazaniu postaci człowieka pracy oraz na wrażeniach pejzażowych w stylu postimpresjonistycznym. W kolekcji Knesetu znajduje się praca Jicchaka Bena Menachema. Zmarł 12 listopada 1969 i został pochowany na cmentarzu w Miszmar HaEmek, gdzie mieszkał do śmierci.